# Alumi Pro
Alumi Pro – lutowie produkowane w USA umożliwiające lutospawanie aluminium i każdego jego stopu bez jakichkolwiek wytrawiaczy, topników etc.
Jedyny niezbędny sprzęt to palnik na propan - butan.